# ヴェドラン・ルニェ
ヴェドラン・ルニェ（Vedran Runje、1976年2月10日 - ）は、クロアチア・シニ出身の元同国代表サッカー選手。ポジションはGK。現在はロイヤル・アントワープでGKコーチを務めている。

## クラブ経歴
1996年にハイドゥク・スプリトでプロデビューを果たし、以後は現役引退まで国外でキャリアを過ごしていた。2001年に移籍したオリンピック・マルセイユでは3年間レギュラーとして活躍した。2006年に在籍したベシクタシュJKではトルコ・カップとトルコ・スーパーカップのタイトルを獲得した。2007年、RCランスに移籍すると、2009-10シーズンにチームがリーグ・ドゥに降格するもクラブに残り続け、2011年に膝の怪我が原因で現役引退した。

## 代表経歴
クロアチア代表としてUEFA EURO 2008に出場した。